# Sherman Crab

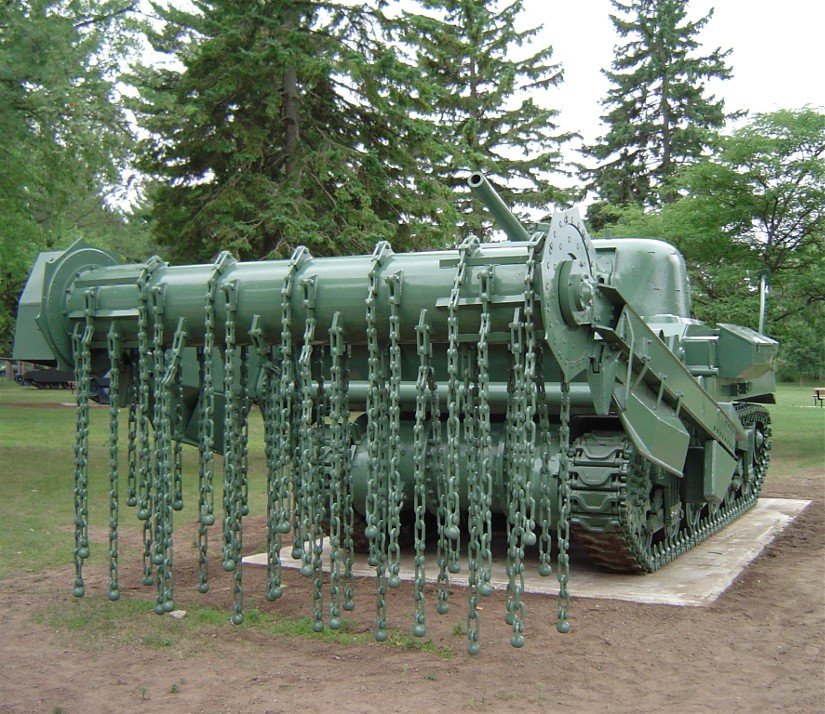
Sherman Crab

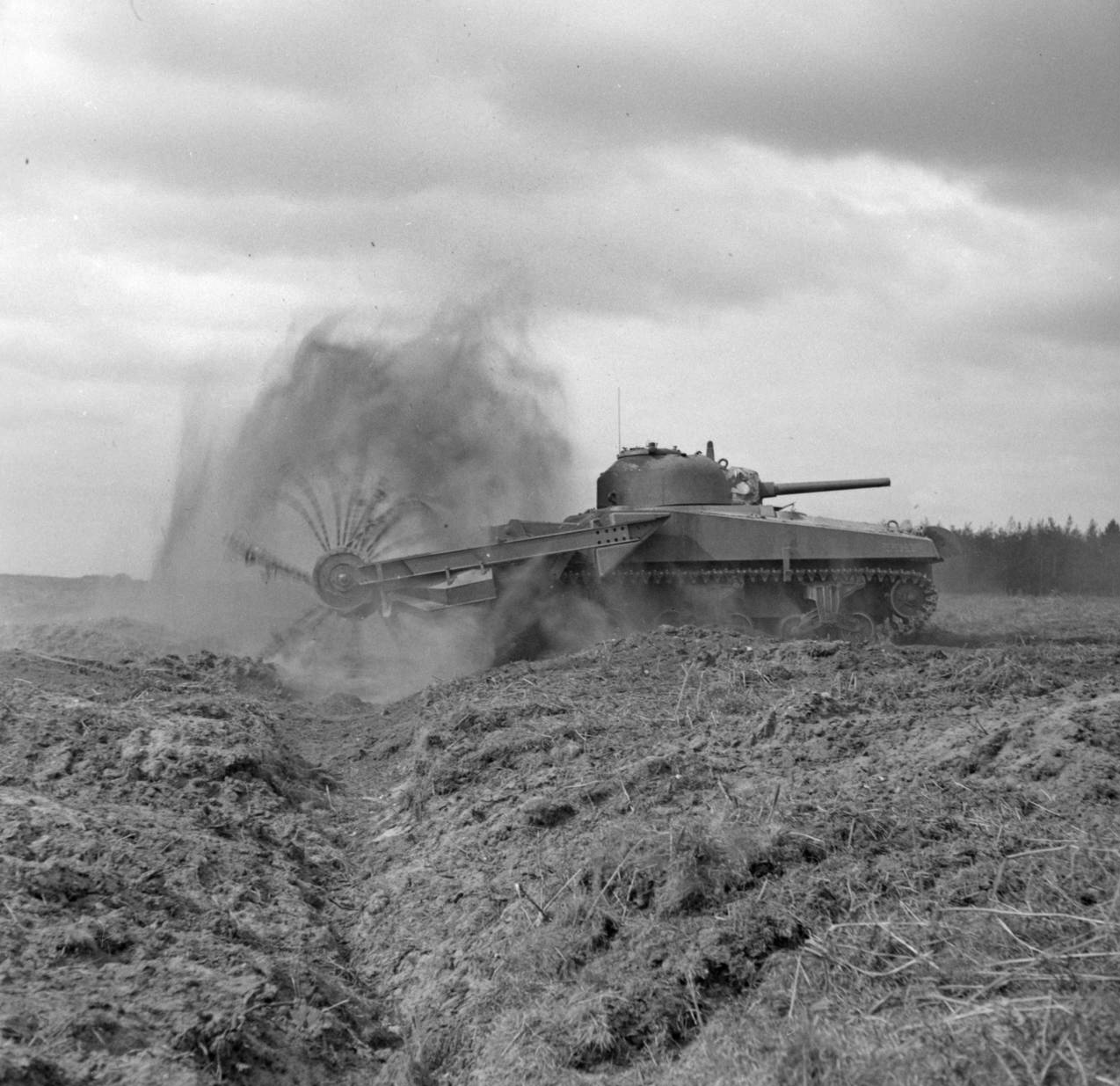
"Crab" in actie

De Sherman Crab vlegeltank was een Britse modificatie van de Sherman M4, die werd gebruikt tijdens de Tweede Wereldoorlog, met name tijdens de landing in Normandië.
De 'Crab' vlegeltank fungeerde als mijnenopruimer. Zijn taak was om doorgangen vrij te maken door vijandelijke mijnenvelden na de landing. De 'vlegel' van de tank creëerde een pad van drie meter breed door de mijnen te ruimen, doordat stalen kettingen met kracht tegen de grond werden geslagen. Deze tanks, samen met andere gespecialiseerde tanks, waren ontworpen voor specifieke taken en werden, afhankelijk van hun functie, meegenomen in de landingsboten in havens of op de troepentransportschepen.
De Sherman Crab was een aangepaste M4-tank met horizontale draagarmen, vergelijkbaar met een bulldozer, waarop aan het uiteinde een stalen rol met ongeveer 25 kettingen was bevestigd. Terwijl de tank langzaam reed, draaiden de kettingen in het rond en sloegen tegen de grond, waardoor landmijnen werden geactiveerd. Boven de rupsbanden aan de achterzijde hingen twee schuin geplaatste ijzeren reservoirs gevuld met witte kalk om de vrijgemaakte weg aan te geven.
De landingstroepen volgden de tank als beschutting en liepen zo op een mijnenvrij pad. Vooral in de duinen van Normandië en op strategische plaatsen achter de bunkers van de Atlantikwall waren mijnen veelvoorkomend. De tank werd ook in Nederland ingezet, onder andere bij Overloon in oktober 1944. Een van de hier gebruikte tanks is nog altijd te zien in de collectie van Oorlogsmuseum Overloon.